# ミスタートラ・唐渡吉則のOh!艶歌
『唐さん・一枝の艶歌でOH!きに』（からさん・かずえのえんかでおおきに）はMBSラジオの演歌専門の音楽番組である。

## 概要
番組はリスナーからのリクエストやゲストコーナーを交え、古今東西の演歌の名曲を紹介する。
2004年4月に『ミスタートラ・唐渡吉則のOh!艶歌』（からわたりよしのりのオーえんか）と題してアシスタントに稲野一美を起用し、日曜日の21:00 - 21:55で放送を開始。2007年4月にナイターが組まれていない月曜日の19:00 - 19:30、同年10月から再び日曜日に移動。16:30 - 17:30に放送され、2008年4月から現在の題名となり、アシスタントが桜井一枝に交替した。
2009年4月12日からは日曜12:00 - 13:00、2013年10月6日からは30分縮小し12:30開始、2014年4月6日からは日曜16:30 - 16:59、2015年4月5日からは10分拡大し17:09終了の生放送である。
2014年以降、阪神タイガースがクライマックスシリーズ1stステージに進出し、日曜日にデーゲームとして開催される場合は、その試合中継の関係で当番組を18:00開始に設定する。例として
- 2014年10月12日（1stステージ・対広島東洋カープ第2戦開催日）：18:00 - 18:30に生放送予定→試合延長のため55分繰り下げの18:55 - 19:25に変更のうえで放送[5]。
- 2015年10月11日（1stステージ・対読売ジャイアンツ第2戦開催日）：18:00 - 18:40に生放送予定→試合延長のため55分繰り下げの18:55 - 19:35に変更のうえで放送[6]。
- 2017年10月15日（1stステージ・対横浜DeNAベイスターズ第2戦開催日）：18:00 - 18:40に生放送予定→試合延長のため2時間35分繰り下げの20:35 - 21:15に変更のうえで放送[7]。

タイトル・アシスタント・放送枠の変更をはさんで16年半にわたって放送されてきたが、2020年9月27日でレギュラー放送を終了。同年10月以降は、特別番組扱いでの不定期放送へ移行する。